# 姜子羔
姜子羔（？—？），原名姜雲鴻，字宗孝，號對陽，浙江紹興府餘姚縣人，民籍，明朝政治人物。

## 生平
父姜应期受学于王守仁，子羔幼年即在旁听讲，学有所成。登嘉靖二十二年（1543年）癸卯科浙江鄉試第四十一名舉人。嘉靖三十二年（1553年）中式癸丑科三甲第二百名進士。吏部观政，授四川成都府推官，升礼部主事，历主客司、精膳司郎中。，四十三年（1564年）七月升陕西按察司副使。隆慶二年（1568年）四月升陕西行太仆寺卿。

## 家族
曾祖姜逵，封知縣；祖父姜榮，工部主事；父姜應期，母生员贈主事；諸氏，封太安人。兄子初、子充（生员）、子美（生员）、子重、子建、子京、子芳、子忱。弟子肖、子貞。